# Super Rugby Women's
El Super Rugby Women's es la máxima liga anual de rugby femenino profesional en Australia. Comenzó a disputarse en la temporada 2018.

## Historia
Rugby Australia lanzó el torneo en marzo de 2018, un proyecto de la directora ejecutiva Raelene Castle, como parte de su estrategia para mejorar el rendimiento de las Wallaroos. Solo se interrumpió en 2020 debido a la Pandemia de COVID-19 en Australia.
Es una competencia de alto nivel y que dentro de programas profesionales en cada estado, ofrece acceso a entrenamiento de élite e instalaciones de alto rendimiento para las rugbistas australianas.
En la temporada 2022 se incorporó el equipo "Fijiana Drua" de Fiyi.
Al final de la temporada 2024, el equipo Melbourne Rebels fue disuelto a consecuencia de las dificultades económicas a las que estaba sometido el club.

## Equipos
| Franquicia      | Ciudad                 | Estadio          | Capacidad |
| --------------- | ---------------------- | ---------------- | --------- |
| Brumbies        | Canberra               | Estadio Canberra | 25.000    |
| NSW Waratahs    | Sídney                 | Estadio ANZ      | 83.500    |
| Queensland Reds | Brisbane               | Estadio Suncorp  | 52.500    |
| Western Force   | Perth                  | Perth Oval       | 20.500    |
| Fijiana Drua    | Gold Coast, Queensland | Robina Stadium   | 27.000    |

## Formato
Los cinco estados australianos compiten en todo el país, durante seis semanas, doce partidos en total y que finaliza en abril. Las franquicias se enfrentan todas contra todas, una vez.
- 4 Puntos por ganar un partido.
- 2 Puntos por empatar un partido.
- 0 Puntos por perder un partido.

### Fase final
El equipo que más puntos obtuvo, clasifica directamente a la final. Las que finalizaron en segundo y tercer lugar, se enfrentan en una semifinal.

## Organización
Actualmente la constructora Buildcorp patrocina la liga, Gilbert provee todos los balones, la subsidiaria australiana Fox Sports transmite todos los partidos y Foxtel es la propietaria de los derechos de televisión.
La Súper W cuenta con su aplicación móvil, que permite ver algunos partidos gratuitamente y es dueña de tiendas oficiales, donde pueden comprarse los uniformes de cada equipo y demás ropa.

## Torneos
| Edición | Año  | Campeonas                | Resultado | Finalistas               |
| ------- | ---- | ------------------------ | --------- | ------------------------ |
| I       | 2018 | New South Wales Waratahs | 16–13     | Queensland Reds          |
| II      | 2019 | New South Wales Waratahs | 8–5       | Queensland Reds          |
| III     | 2020 | New South Wales Waratahs | Liga      | Queensland Reds          |
| IV      | 2021 | New South Wales Waratahs | 45–12     | Queensland Reds          |
| V       | 2022 | Fijiana Drua             | 32–26     | New South Wales Waratahs |
| VI      | 2023 | Fijiana Drua             | 38–30     | Queensland Reds          |
| VII     | 2024 | New South Wales Waratahs | 50–14     | Fijiana Drua             |
| VIII    | 2025 | New South Wales Waratahs | 43–21     | Queensland Reds          |